# 小行星21504
小行星21504（21504 Caseyfreeman）是一颗绕太阳运转的小行星，为主小行星带小行星。该小行星于1998年5月22日发现。

## 轨道参数
小行星21504的轨道半长轴为2.6520727 UA，离心率为0.068。